# Joan Francés Tisnèr
 (décembre 2022).
Joan Francés Tisnèr, né à Salies-de-Béarn en 1954, est un compositeur contemporain qui travaille à partir de la musique et de la danse traditionnelles occitanes de Gascogne et de la musique électroacoustique. Il est musicien et chanteur occitan.
Un aspect important de son travail est la relation de la musique, du son et du mouvement.
Il est un des membres fondateurs du groupe Verd e Blu.
Il est engagé dans les mouvements citoyens en faveur de l'occitan.

## Biographie
Joan Francés Tisnèr pratique la musique traditionnelle depuis 1974.
Parallèlement il étudie l’harmonie, la direction de chœur et la musique électroacoustique au département de musique de la faculté des Lettres de Pau de 1976 à 1979, dirigé alors par Guy Maneveau.
De 1976 à 1987, membre de Canicula (groupe de musique occitane gasconne). En 2018 le label de disques Pagans réédite sous forme dématérialisée les disques désormais introuvables du groupe  et complète cette action testimoniale par une collecte d'interviews des membres du groupe : Jacques Baudoin, Jean Baudoin et Joan Francés Tisnèr .  De 1982 à 1989 il est le chanteur-auteur-compositeur de Subèr Albèrt (folk-rock-humour), dont on peut prendre connaissance des paroles notamment sur la copie de la sous chemise du disque 33 t dans les images du site référencé ci-après . De 1985 à 1987 musicien de Landeridà (groupe de danse gascon) et depuis 1987 de Verd e Blu (musique traditionnelle gasconne). Il intègre en 1997 La Manufacture Verbale, cinq voix d'hommes, dirigées par Jakes Aymonino.
En tant qu'auteur, compositeur et arrangeur, il a travaillé notamment avec Alain Savouret Groupe de recherche musicale, Perlinpinpin Fòlc, Pagalhós, Nadau, Jakes Aymonino, (Familha) Artús, André Dion...
Il est un des représentants de la création occitane. Créateur dans une langue minorisée en situation de diglossie : l'occitan, il s'exprime en gascon. Il est connu et son travail est reconnu en Occitanie, en France et en Europe du Sud : Catalogne, Aragon, Pays basque. Un des trente portraits du livre Musique et chant en Occitanie (2008) de Frank Tenaille lui est consacré.
Il fait l'objet d'émissions sur France Culture, à la télévision (sur la BBC, TF1, France 3...), d'articles dans le journal Le Monde (notamment pour sa discographie par Frank Tenaille ou pour le spectacle de danse contemporaine Quate e choès par Dominique Frétard, mais encore dans L'Express ou la revue spécialisée Trad Magazine et enfin la revue britannique fRoots (en).
Par ailleurs cofondateur et coprésident de la confédération des premières écoles en immersion Calandretas et président de 2005 à 2010 du Collègi Calandreta de Gasconha.

## Création spectacles et spectacles éphémères (sélection)
- EBTè! Elèctro Bal Trad de Joan Francés Tisnèr avec Jakes Aymonino, Francés Dumeaux et Arnau Obiols en 2018.
- Tralhaires, sur les pas de Félix Arnaudin, de Joan Francés Tisnèr avec Jakes Aymonino, François Dumeaux, Domenja Lekuona (2015-2019, crée au festival Primtemps de l'Arribèra en avril 2016[N 11]. En 2018-2019 le spectacle se mue en Tralhaires, per delà lo blu de la montanha en Gipuzkoa, Nafarroa/Navarre et Gascogne. Il explore les champs du pastoralisme et de la danse (paloteados ou danses de bâtons). Il franchit l'horizon barré de bleu de Félix Arnaudin et s'enrichit de cet autre côté du miroir.
- Amontanhada de Joan Francés Tisnèr, Isabelle Loubère, 2013, sur des récits de vie, paysages sonores, chants de bergers transhumants pyrénéens.
- Ny'òc Trobadors de Joan Francés Tisnèr, avec Jakes Aymonino, Nicole Peyrafitte, Domenja Lekuona 2013-2014, créé en novembre 2013 à Poets House (en) à Manhattan.
- Identitats deux soli 1 primate de Roman Baudoin & Transpòrts Tisnèr S.A. de Joan Francés Tisnèr dans un dispositif sonore en octophonie (concert, bal, impros), 2012.
- Lo minjachepics composition Joan Francés Tisnèr sur un argument de Sèrgi Mauhourat et des classes de l'École Trianon de Pau, avec l'Orchestre de Pau Pays de Béarn sous la direction de Valérie Artigas, de jeunes solistes de la classe d'instruments traditionnels de l'École de Musique et de Danse à rayonnement départemental et l'encadrement du Cap'Oc, 2012.
- Sorrom Borrom o lo saunei deu Gave spectacle en octophonie sur des extraits du poème épique de Sèrgi Javaloyès en 2010
- Rugbi, attentat chorégraphique pour le danseur Lionel Dubertrand 2007
- 12 recèptas de J-A Lespatlut 2006 Planètes Musiques, Estivada 2005
- Sauts en òbras Hèsta de la dança a La Sèuva 2002
- Quate e choès concèrt de dança pour une danseuse, un chanteur et deux joueurs de quilles de neuf. Montpellier 2001
- 12 recèptas de J-A Lespatlut Opus 99 festival de Bouche à Oreille avec J. Aymonino, Francis Lassus, Régis Huby, Sonia Onckelinx, Domenja Lalaurie, Crestiana Mousquès, Didier Larradet 1999
- Quate e choès Opus 98 concèrt de dança Cultures d’Automne 1998
- Sauteria vaquèra Opus 96  Hèsta de la Dança 1996
- Hèita de las claus Carnaval biarnés de Pau 1996
- Sonò immobila Fêtes Chapelle-de-Rousse 1995
- Reconstitucion preistorica Hèsta deu Rondèu Castelnau-Barbarens 1995

## Discographie
- 1995 : Joan Francés Tisnèr Camelicà.
- 2004 : Joan Francés Tisnèr 12 recèptas de J. A. Lespatlut.
- 2011 : Joan Francés Tisnèr Sorrom Borrom sur des extraits de la poésie épique de Sèrgi Javaloyès
- 2012 : Joan Francés Tisnèr Transpòrts Tisnèr SA distribué par l'Autre Distribution.
- 2018 : Joan Francés Tisnèr Tralhaires, sur les pas de Félix Arnaudin
- 1991 : Verd e Blu Musica de Gasconha
- 1993 : Verd e Blu Musicas a dançar
- 1996 : Verd e Blu Ompra o só ?
- 2001 : Verd e Blu Musicas a dançar dus
- 2005 : Verd e Blu Baladas e danças
- 2010 : Verd e Blu Jòcs de dança
- 1998 : Manufactures verbales Catalogue des Manufactures Verbales
- 2002 : Manufactures verbales Voix du quotidien et de l’unique
- 2006 : Manufactures verbales Sonets Bernard Manciet.
- 2010 : Rasims de Luna de Laurent Audemard et Jakes Aymonino sur la poésie de Max Rouquette
- 2011 : Manufactures Verbales Voix de Traverse — Poètes improvisateurs Haidous et musiciens berbères d'El Hajeb (hors commerce, uniquement dans les centres de documentation en Aquitaine)
- 2017 : Alen & la manufacture verbale Lo cant de la lana gran d'après Félix Arnaudin
- 1983 : Canicula Cantas e danças de Gasconha, en 2018 réédition numérique accompagnée de trois collectes de Jacques Baudoin, Jean Baudoin et Joan Francés Tisnèr chez Pagans musica.
- 1986 : Canicula Musica gascona, en 2018 réédition numérique accompagnée de trois collectes de Jacques Baudoin, Jean Baudoin et Joan Francés Tisnèr chez Pagans musica.
- 1987 : Subèr Albèrt Biarnés cap e tot
- 2002 : Prames Pirineos-Perinés-Pirenèus-Pyrénées : músicas de Aragón y Occitania
- 2009 : André Dion Le dernier sonnailleur— lo darrèr esquirèr, Laurent Cavalié, Beñat Achiary, Christian Coulon
- 2009 : Denís Frossard Vrenhadas
- 2009 : Subèr Albèrt Biarnés cap e tot

Directions artistiques
- 2018 EBTè! elèctro bal trad
- 2017 Tralhaires, sur les pas de Félix Arnaudin
- 2010 Compagnie Maître Guillaume Un Bal (codirection artistique avec Sophie Rousseau)
- 2010 Verd e Blu Jòcs de dança
- 2009 Subèr Albèrt Biarnés cap e tot
- 2007 Viatge en lenga avec Roman Baudoin pour les écoles en immersion Calandreta et la filière à parité horaire Oc-bi
- 2004 Vath d’Aspa Montanha sacrata
- 2003 Menestrèrs Gascons Aubestin Cauhapè, cantador aussalés
- 2003 Familha Artús Òmi
- 2002 Pescalua Vent Castanhèr
- 2002 Menestrèrs Gascons Condes : Ua, miduna, mitrèna 4
- 2001 Menestrèrs Gascons Instruments de la musica gascona
- 1998 Menestrèrs Gascons Rondèus e congòs de las Lanas = rondeaux et congos des Landes de Gascogne
- 1997 Menestrèrs Gascons Ua, miduna, mitrèna 3
- 1994 Generalitat de Catalunya Anem lèu dançar (Val d’Aran)
- 1992 Nahas mahas / EDB Xiberoko dantza jausiak 2
- 1991 Eths Corbilhuèrs de Les Cantan Aran
- 1991 Menestrèrs Gascons Ua, miduna, mitrèna 2
- 1989 Menestrèrs Gascons Carnaval en Bearn e Gasconha
- 1987 rééd. 2005 Menestrèrs Gascons Tà dançar la Gasconha
- 1985 Menestrèrs Gascons Ua, miduna, mitrèna 1
- 1985 Los de Nadau Qu’èm çò qui èm
- 1984 Los Pagalhós... que cantan lo Biarn
- 1984 Menestrèrs Gascons Sauts biarnés de l’Arribèra

Disques et autres ouvrages à venir
- Camelicà réedition augmentée, remixée, remastérisée
- Musica de dança

## Créateur pour la danse
Joan Francés Tisnèr est créateur pour la danse :
- 1995 : Reconstitucion preïstorica,
- 1996 : Sonò immobila,
- 1997 : Sauteria vaquèra,
- 1998 : Quate e choès[6][réf. à confirmer]
- 2002 : Sauts en òbras,
- 2007 : Rugbi.

Le bal et le public du bal sont toujours un lieu et un temps qui l'inspirent[source secondaire souhaitée].
Il n'a jamais cessé, au travers du bal, d'entretenir cette relation avec les danseurs qui fait qu'au bout de tout chant-danse, chanteur-danseur sont un. Son travail pour la danse se poursuit entre autres au sein du groupe Verd e Blu[source secondaire souhaitée].